# Ölandshäst
Ölandshästen är en utdöd svensk lantras av häst från Öland. Rasen finns beskriven i skrift så långt tillbaka som på 1500-talet, och den dog ut 1925. Den sista häst som ansågs som riktig ölandshäst var ett sto vid namn Lilly som dog på Torslunda gård i Kåtorp. Hennes skelett finns utställt på Eketorps borg. Ölandshästen var en medelstor ponny på ca 130 cm och som användes som packdjur, ridhäst och körhäst, samt inom lättare jordbruk. Under vintrarna kördes ölandshästarna över isen på Kalmarsund när öborna skulle köpa varor från Kalmar. En mindre variant av ölandshästen som var 70–100 cm i mankhöjd kallades öländsk kungshäst, men denna typ dog ut under tidigare 1800-tal.

## Historik
Ölandshästen hade existerat på Öland sedan ett par tusen år tillbaka, där de strövade runt i halvvilda flockar. Troligen härstammade de småväxta hästarna både från den gamla förhistoriska tatariska ponnyn som levde i Skandinavien efter den senaste istiden. De första tamhästarna fördes till Öland runt år 2000 f.Kr.
Det fanns även en mindre variant kallad öländsk kungshäst, som dog ut mycket tidigare än den större. Kungshästen hade en mankhöjd på ca 70–100 cm. De öländska kungshästarna finns omtalade sedan medeltiden och den sista kungshästen dog under 1800-talet. 1555 nämndes ölandshästen för första gången i Olaus Magnus bok "Historia om de nordiska folken".
Under 1600-talet och framåt ansåg myndigheterna att ponnyerna ansågs vara alldeles för små och klena för att kunna vara till någon nytta. Man menade att ponnyerna varken dög till kavallerihästar eller som jordbrukshästar och på det svenska fastlandet avlades bättre och större hästar som ansågs lämpligare Trots detta var de små ponnyerna omtyckta som presenter bland kungligheterna. De svenska kungahusen använde hästarna som presenter till andra kungahus mellan 1500-talet och 1700-talet. I Olaus Magnus bok "Historia om de nordiska folken" från 1555 nämns bland annat de öländska kungshästarna.
Under början av 1800-talet användes ölandshästarna för att frakta trä som skeppades från Småland till Öland. Under kalla vintrar frös även det smala sundet mellan ön och fastlandet och hästarna kunde då frakta träet över isen. Detta trä användes för att bygga hus på Öland.
Under den senare delen av 1800-talet började man korsa ut de inhemska öländska hästarna med större raser. De flesta avlades ut i de kraftiga svenskfödda ardennerhästarna. Under den här tiden stationerade staten ut ett antal hingstar av ädlare och större varmblodsraser på Ottenby kungsgård där de korsades med ölandshästarna. Dessa korsningar blev sedan till två av sju viktiga hingstlinjer inom aveln av det svenska varmblodet.
Eftersom inga ansträngningar gjordes för att bevara rasen, dog den ut.

## Estnisk buskponny
År 2004 skapades Föreningen Ölandshästen i syfte att återskapa rasen så lik den gamla ölandshästen som möjligt. Den närmaste genetiska släktingen hittades i Estland. Den estniska hästen mötte både kraven på gener och utseende. Man visste även att ett stort antal ölandshästar exporterats till Estland under flera år innan de dog ut.
År 2005 anlände 25 estniska hästar som sedan använts i avel. En godkänd hingst vid namn Royal står på Torslunda gård i Kåtorp, samma gård som det sista stoet av den ursprungliga ölandshästen, Lilly, dog på.
Idag betar stora flockar av ponnyerna på den södra delen av ön och över 300 personer kom på hingstpremieringen år 2007. I september 2007 hölls även de första tävlingarna vid Borgholms slott för att utse de lämpligaste avelshästarna. Jordbruksverket medger dock inte att rasen får kallas för Ölandsponny, utan den går istället under beteckningen estnisk buskponny.